# Euparatettix scabripes
Euparatettix scabripes är en insektsart som först beskrevs av Bolívar, I. 1898.  Euparatettix scabripes ingår i släktet Euparatettix och familjen torngräshoppor. Inga underarter finns listade i Catalogue of Life.